# Hochanger (Totes Gebirge)
Der Hochanger ist ein 1838 m ü. A. hoher Berg in der Obersteiermark 600 m östlich des Loser im Toten Gebirge.
Der Aufstieg erfolgt von der Loseralm (Mautstraße ab Altaussee) über den Augstsee.